# Şükrü Kaya

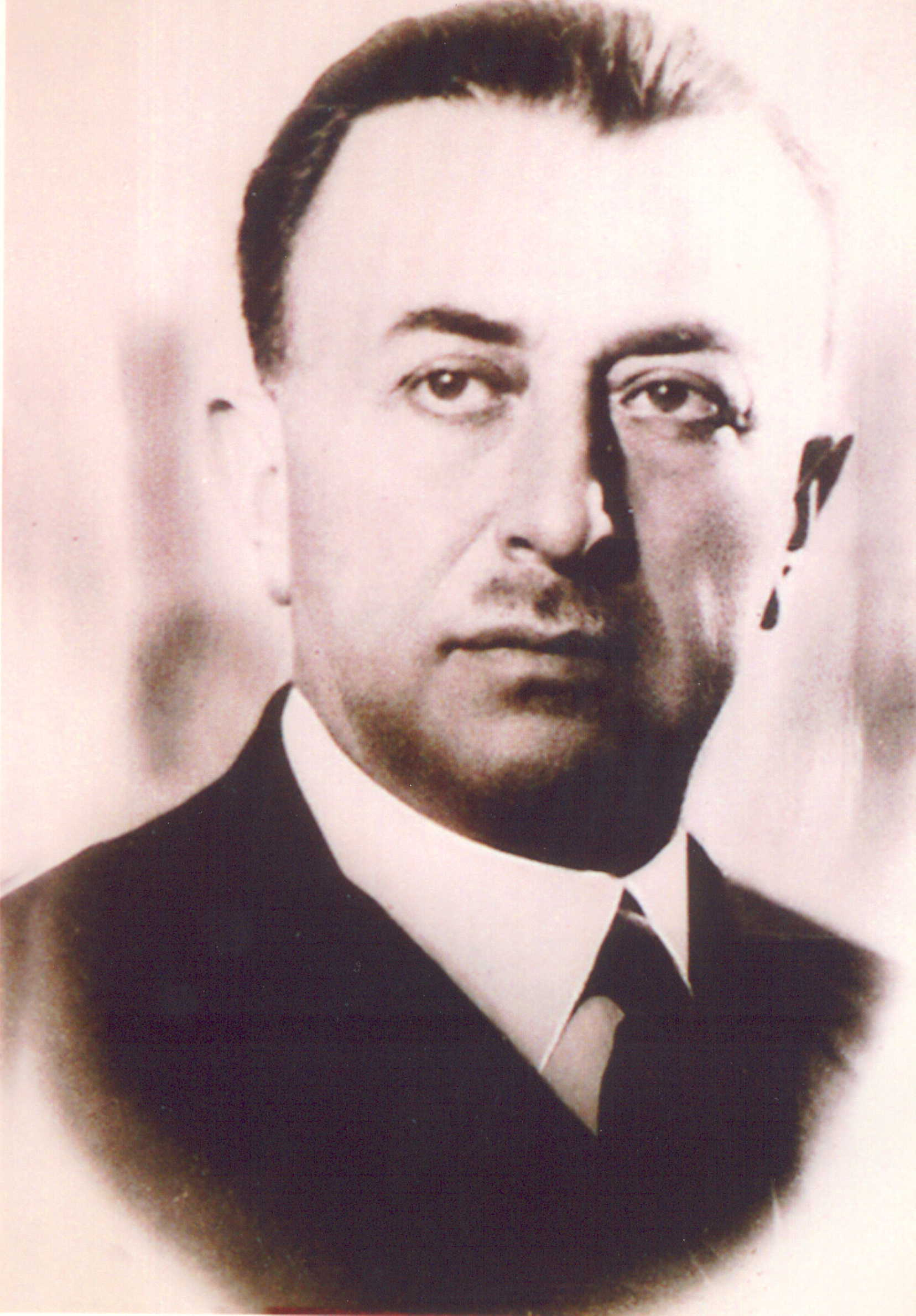
Şükrü Kaya.

Şükrü Kaya (* 9. März 1883 in İstanköy/Osmanisches Reich (heute Kos/Griechenland); † 10. Januar 1959 in Istanbul) war ein osmanischer Beamter, türkischer Politiker und war von 1927 bis 1938 Innenminister und späterer Außenminister der Republik Türkei. Er gehörte zu den Tätern des Völkermords an den Armeniern.

## Ausbildung
Die Volks- und Mittelschule absolvierte er in İstanköy (heute Kos). Das Gymnasium absolvierte er in Midilli (heute Lesbos). Danach besuchte er das Galatasaray Sultanisi. 1908 absolvierte Kaya die Rechtsschule und ging nach Paris. Dort absolvierte er die Fakultät für Rechtswissenschaft und kehrte in die Türkei zurück. 

## Politischer Aufstieg und Beteiligung am Völkermord an den Armeniern
Er begann als Sekretär im osmanischen Außenministerium zu arbeiten. Später wurde er Verwaltungsinspekteur und Generaldirektor für Eşirets und Migranten. Kaya war als Verwaltungsinspekteur in Anatolien und dem Irak tätig. Danach ließ er die Arbeit ruhen und ging nach İzmir. Einige Zeit arbeitete er als Lehrer in der Buca Sultanisi. 
Während des Völkermords an den Armeniern war Şükrü Kaya als Verschickungskommissar auf einem zentralen Verwaltungsposten in Aleppo tätig und verantwortlich für die Deportation der Armenier. Der deutsche Konsul Walter Rößler zitierte Kaya mit den Worten: „Das Endresultat muss die Ausrottung der armenischen Rasse sein.“
Nach dem Waffenstillstand von Mudros war Kaya in İzmir in der Abteilung für auswärtige Beziehungen der „Gesellschaft zur Verteidigung der Rechte“ tätig. Aufgrund dieser Tätigkeit wurde er von der britischen Besatzungsmacht verhaftet und im Bekirağa-Gefängnis in İstanbul eingesperrt. Nachdem die Briten İstanbul besetzten, wurde Kaya zusammen mit anderen wegen ihrer Mittäterschaft beim Völkermord an den Armeniern verhaftet und nach Malta verschifft. Kaya gelang jedoch mit insgesamt 16 Kriegsgefangenen die Flucht nach Europa. Nach einiger Zeit in Italien und Deutschland ging Kaya nach Anatolien und beteiligte sich am Türkischen Befreiungskrieg unter der Führung Mustafa Kemal Atatürks.
Er war Berater der türkischen Abordnung während der ersten Konferenz in Lausanne. Während er sich noch in Lausanne befand, wurde er zum Bürgermeister von İzmir gewählt. Kaya war in der II. Legislaturperiode der Großen Nationalversammlung der Türkei Abgeordneter der Provinz Menteşe. In der III., IV. und V. Legislaturperiode war er Abgeordneter der Provinz Muğla. In der Regierung İsmet Paschas war er Landwirtschaftsminister. In der Regierung Fethi Beys wurde Kaya Außenminister. Nachdem seine Regierung zurückgetreten war, verlor er seinen Posten. In der 4. İnönü-Regierung wurde Kaya Innenminister. Von 1927 bis 1938 war Kaya in jeder Regierung Innenminister. Kaya war auch Generalsekretär von Atatürks Republikanischer Volkspartei (CHP). Nach Mustafa Kemal Atatürks Tod wurde İsmet İnönü zum Staatspräsidenten gewählt. İsmet İnönü verlangte von Ministerpräsident Celâl Bayar, dass Innenminister Şükrü Kaya und Außenminister Tevfik Rüştü Aras zurücktraten. So musste Kaya im November 1938 seinen Posten verlassen.
Neben der Politik war Şükrü Kaya als Übersetzer tätig und schrieb auch Kolumnen in der Zeitung Cumhuriyet. Kaya war Angaben der Großloge der Freien und Angenommenen Maurer der Türkei zufolge Freimaurer.

## Übersetzte Werke
- Daniel Defoe: Robinson Crusoe (1923: „Robinson Crusoe“)
- Henri Béraud: Le Martyre de l'obèse (1924: „Şişko“)
- Charles Rist und Charles Gide: Histoire des doctrines économiques depuis les physiocrates jusqu'à nos jours (1927: „Fizyokratlardan Günümüze Kadar iktisadi mezhepler tarihi“)
- Albert Mathiez: La Révolution française (1950: „Fransız İhtilali“)